# Großsteingräber bei Waltersdorf
Die Großsteingräber bei Waltersdorf waren mehrere megalithische Grabanlagen unbekannter Zahl aus der Jungsteinzeit bei Waltersdorf, einem Ortsteil von Schönefeld im Landkreis Dahme-Spreewald (Brandenburg). Um 1830 gab es westlich von Waltersdorf, an der Straße von Königs Wusterhausen nach Berlin „ein ansehnliches Lager von Geschieben […], wovon viele als alte Begräbnissteine gedient haben.“ Ernst Sprockhoff sah dies als Hinweis auf ehemalige Großsteingräber. Über Maße, Ausrichtung und Typ der Anlagen liegen keine Informationen vor, ebenso wenig über Funde.